# Іон (міфологія)
Іо́н (грец. Ίων) — син Креуси, міфічний родоначальник іонян. За давнішим переказом (Гесіод), батько Іона — Ксут, якого з Аттики вигнали сини Ерехтея.

## Етимологія
Сини Іона Гоплет, Гелеонт, Егікорей та Аргад — епоніми 4 старовинних аттичних філ. Евріпід у трагедії «Іон» намагається зробити Іона не чужоземцем, а місцевим героєм, сином Креуси й Аполлона. Є версія, що Ксут (Ясноволосий) — первісне ймення Аполлона.